# Castell de la Tallada
|  | Per a altres significats, vegeu «Castell de la Tallada (Sant Guim de Freixenet)». |

Castell de la Tallada és un castell situat al nucli antic de La Tallada d'Empordà, al Baix Empordà, i n'és el seu origen. Està declarat bé cultural d'interès nacional.

## Descripció
L'antic recinte fortificat de la Tallada, tot i que se n'han perdut alguns fragments i d'altres es troben amagats en l'actualitat per altres construccions, presenta elements suficients per seguir el traçat de la muralla. Les restes conservades corresponen a cinc torres -de les set que s'estima que hi havia-, dues de planta quadrada (Plaça Constitucional i Portalet) i tres cilíndriques (Can Japot de Dalt i antiga Rectoria). Hi ha també restes dels panys de muralla. El conjunt, ben conservat, presenta elements d'interès (murs atalussats, sageteres, espitlleres d'arma de foc, ...). En general l'aparell emprat és la pedra ben escairada.
La torre que falta es creu que estava situada on avui hi ha el carrer que passa per davant de l'església, a la banda de tramuntana. Algunes cases estan adossades als murs i algunes de les torres que encara resten de la muralla del castell, conserven les llindes de les portes amb inscripcions dels segles xvii i xviii. L'edifici més notable del nucli és l'església de Santa Maria, que originalment era la capella del castell. És una església romànica de finals del segle xii, d'una sola nau i absis semicircular. Sobre l'absis hi ha una torre de defensa proveïda d'espitlleres per a arma de foc.

## Història
L'existència del castell de la Tallada es troba documentada des del segle xi. La importància de la fortificació per als comtes d'Empúries queda palesa en el document del 1309 en què el comte Ponç V donà al castell com a arres per al casament del seu fill Malgaulí pel seu casament en segones núpcies amb la princesa Elisabet de Sicília, filla il·legítima de Frederic II de Sicília.
Ja pertanyent a la baronia de Verges, el 1399 el compte Joan el va vendre al seu germà Pere per 11.000 sous. Pere tan sols fou comte durant quaranta dies, i ni tan sols fou reconegut pel comte-rei Martí l'Humà, el qual va unir el comtat als dominis reials l'any 1402. En morir Pere sense descendència, el va deixar a la seva esposa Joana de Rocabertí. El 1418 passà al seu nebot el vescomte Dalmau. El 1454 l'heretà el seu fill Martí-Joan, primer dels Rocabertí i baró de Verges. El 1587 la baronia de Verges i el castell de la Tallada van ser incorporats a la corona com ho havia estat la resta del Comtat d'Empúries el 1402. Des del 1587, es va veure lligat a la Corona a través de la batllia reial de Verges.
Les restes conservades de la fortificació presenten elements de cronologia diversa. Sembla que la part més antiga, amb la torre circular de la banda de migdia del nucli, correspon als segles xiii i xiv. Les dues torres de planta quadrada de ponent possiblement datin dels segles xiv i xv, i el sector del recinte situat a llevant, amb les dues torres circulars i els fragments de muralla, es pot datar aproximadament en el segle xvi.